# Igreja Presbiteriana de Serra Leoa
A Igreja Presbiteriana de Serra Leoa (IPSL) - em inglês Presbyterian Church of Sierra Leone - é uma denominação reformada presbiteriana em Serra Leoa. Foi formada em 1988, por missionários coreanos, enviados pela Igreja Presbiteriana na Coreia (Kosin).

## História
As igrejas presbiterianas são oriundas da Reforma Protestante do século XVI. São as igrejas cristãs protestantes que aderem à teologia reformada e cuja governo eclesiástico se caracteriza pelo governo de assembleia de presbíteros. O governo presbiteriano é comum nas igrejas protestantes que foram modeladas segundo a Reforma protestante suíça, notavelmente na Suíça, Escócia, Países Baixos, França e porções da Prússia, da Irlanda e, mais tarde, nos Estados Unidos.
Em 1988, a Missão da Igreja Presbiteriana na Coreia (Kosin) (em inglês Kosin Presbyterian Mission - KPM) enviou a primeira família missionária, o Rev. e Sra. Dae Won Shin, para Serra Leoa. O casal trabalhou com a evangelização de crianças e o trabalho missionário cresceu no país. Diversas igrejas foram plantadas e a denominação foi organizada.
Todavia, com a eclosão da Guerra Civil de Serra Leoa e posterior Surto de Ebola na África Ocidental, os missionários coreanos tiveram que deixar o país. Igualmente, grande parte dos pastores da denominação também deixou o país.
Desde o início, a Igreja Presbiteriana de Gana auxiliou a IPSL, devido a falta de pastores ordenados pela denominação.
Em 2021, a denominação era formada por 7 igrejas e cerca de 500 membros.

## Relações Intereclesiásticas
A denominação já foi, anteriormente, membro da Fraternidade Reformada Mundial.
A partir de 2021, a denominação passou a receber auxílio da Igreja Presbiteriana na América para a formação de pastores.